# Urpayhuáchac
Urpayhuáchac o Urpihuáchac (en quechua: Urpay Wachaq o Urpi Wachaq) era la diosa madre y creadora de las aves y los peces dentro de la mitología incaica. Ella es nombrada dentro del Manuscrito de Huarochirí como esposa del dios Pachacámac.

## Etimología
El nombre de la diosa se compone del quechua urpay ~ urpi "paloma" y de wacha- "dar a la luz, parir" con el sufijo agentivo -q "el que hace X acción"; así, todo junto sería "la que da a luz a palomas".
Su nombre se puede interpretar como "la que pare palomas". Dicha interpretación realza las facultades de la diosa como creadora de las aves; y si bien, el nombre de la diosa no alude de manera explícita a los peces, dentro del Manuscrito se establece también a Urpayhuáchac como la diosa creadora de dichos animales.

## Familia
Dentro de la mitología de Huarochirí, se narran diversos eventos míticos que son protagonizados por una caterva de dioses y/o huacas, seres míticos, etc.
En cuanto al ámbito de dioses, se narra la historia sobre la diosa Urpayhuáchac y se dan a conocer los miembros de su familia.

### Las hermanas Ñamca
La diosa Urpayhuáchac formaba parte de un grupo junto a sus demás hermanas. En total, eran cinco hermanas, las cuales son: Chaupiñamca (la mayor), Llacsahuato, Mirahuato, Urpayhuáchac y Lluncuhuachac (posiblemente la menor).
En algunos textos de Huarochirí, a Urpayhuáchac se la suele confundir erróneamente con las diosas Cahuillaca y Lluncuhuachac.

### Pachacámac
Según el manuscrito, Urpayhuáchac era la esposa del dios Pachacámac y ambos poseían sus propias islas; sin embargo, cuando Urpayhuáchac hace su primera aparición en la historia de Cahuillaca, Pachacámac fue limitado a solo ser mencionado durante dichos eventos.

### Las hijas de Pachacámac
La diosa Urpayhuáchac y el dios Pachacámac eran los padres de las dos mujeres que habitaban en las islas Pachacámac. El nombre de ambas mujeres es un misterio, pues solo se puede discernir una de la otra según su edad.
Asimismo, el manuscrito menciona que el poderoso Cuniraya había nadado hacia dichas islas para buscar a su amada Cahuillaca. Cuando llegó, el dios fue a parar a una parte de la isla donde se encontraban las dos hijas de Pachacámac.
El dios Cuniraya quiso vengarse de Pachacámac, pues él pensaba que Pachacámac era el responsable de alejarlo de Cahuillaca.
Para consumar su venganza, durante la ausencia de Urpayhuáchac, Cuniraya llegó a profanar a la hija mayor. Cuando quiso hacer lo mismo con la menor, esta se transformó en paloma y escapó volando lejos del encolerizado Cuniraya.

### Auca Atama
Otras fuentes nombran a un hijo de la diosa llamado Auca Atama. Este último fue venerado en Cajatambo como dios de la fertilidad.

## Representación
La diosa Urpayhuáchac era descrita como una mujer que poseía rasgos de ave y de pez.
En el pueblo de San Francisco de Mangas (Cajatambo), algunos aillus como Chamas y Nanis la adoraban bajo la forma de una paloma de hueso y, mediante esta representación, se le solicitaba a la diosa la caída de la lluvia. Para obtener el favor de la diosa, se la ofrendaba con oro y plata, mullu y chaquiras (cuentas de espinas labradas de mullu).

## El origen de los peces
Uno de los eventos míticos más interesantes que se narra en el Manuscrito de Huarochirí es sobre el origen de los peces.
De acuerdo con el manuscrito, en tiempos primigenios, no existían los peces en el mar, pues solamente eran criados por Urpayhuáchac. Esto fue así hasta que, tras una serie de eventos, estos animales fueron arrojados al mar y, por ende, se multiplicaron de a miles.
A continuación, se narra lo siguiente:
Dicen que, en tiempos muy antiguos, el dios Cuniraya Huiracocha, convertido en hombre de aspecto pobre, andaba paseando con su capa y su cusma hechas harapos. Sin reconocerlo, algunos hombres lo trataban de mendigo andrajoso. Sin embargo, este hombre daba vida a todas las comunidades. Con su sola palabra, preparaba el terreno para las chacras y consolidaba los andenes. Con nada más que arrojar una flor de cañaveral llamado pupuna (objeto comparado a una lanza) abría un acueducto desde su fuente.
De esta manera, Cuniraya iba realizando toda clase de hazañas y hacía palidecer a los demás dioses y/o huacas locales con su sabiduría.
Había una vez una mujer llamada Cahuillaca que también era huaca. La dicha Cahuillaca era todavía una doncella y era dueña de cautivante belleza. Como ella era muy hermosa, todos los huacas y huillcas la anhelaban fervientemente; sin embargo, esta diosa siempre los rechazaba.
Sucedió que esta mujer, que nunca se había dejado tocar por un hombre, estaba tejiendo debajo de un lúcumo. El astuto Cuniraya, quien se encontraba cerca, se convirtió en pájaro y voló hacia la copa del árbol. Como había allí una lúcuma madura, depositó su simiente en ella y la hizo caer cerca de la mujer. Al ver la apetecible fruta, la diosa Cahuillaca, contenta y libre de sospechas, se la comió. Así quedó encinta sin que ningún hombre hubiera llegado hasta ella.
Nueve meses más tarde, como suelen hacer las mujeres, Cahuillaca también dio a luz, aunque fuese todavía doncella.
Durante un año más o menos, crio sola a su hijo, amamantándolo. La curiosidad siempre estaba presente en la diosa, pues se preguntaba de quién podía ser hijo.
Al cumplirse el año, que fue el momento en el que su niño ya andaba a gatas, Cahuillaca hizo llamar a todos los huacas y los huillcas con la finalidad de saber quién era el padre. Cuando oyeron el mensaje, todos los huacas se regocijaron mucho y acudieron vestidos con su ropa más selecta, cada uno convencido de ser el que Cahuillaca iba a amar. Esta reunión tuvo lugar en Anchicocha.
Cuando llegaron al lugar donde residía esa mujer, todas los huacas y los huillcas se sentaron; entonces ella les habló: “¡Miradlo! varones, señores, ¡reconoced a este niño! ¿Quién de vosotros es el padre?”. Y a cada uno le preguntó si había sido él.
Ninguna de las huacas presentes afirmó ser el padre de su hijo.
Cuniraya Huiracocha, como suelen hacer los muy pobres, se había sentado a un lado; despreciándolo, Cahuillaca no se dignó en preguntarle a él, pues le parecía imposible que su hijo hubiera podido ser engendrado por aquel hombre pobre, habiendo tantos varones agraciados presentes.
Como nadie admitía que el niño era su hijo, le dijo a este que fuera él mismo a reconocer a su padre; antes, les explicó a los huacas que, si el padre estaba presente, su hijo se le subiría encima.
El niño anduvo a gatas de un lado a otro (de la asamblea), pero no se subió encima de ninguno de los presentes. Así fue hasta llegar al lugar donde estaba sentado su padre. Enseguida, muy alegre, se trepó por sus piernas.
Cuando su madre lo vio, muy encolerizada, gritó: “¡Ay de mí! ¿Cómo habría podido yo dar a luz el hijo de un hombre tan miserable?” y, con estas palabras, cargando a su hijito, se dirigió hacia el mar.
Entonces Cuniraya Huiracocha dijo: "¡Ahora sí me va a amar!” y se vistió con un traje de oro y empezó a seguirla; al verlo, todos los huacas locales se asustaron mucho.
Cuniraya la llamaba diciéndole: “Hermana Cahuillaca ¡mira aquí! Ahora soy muy hermoso” y se enderezó iluminando la Tierra.
Sin embargo, la diosa Cahuillaca no volvió el rostro hacia él; se dirigió hacia el mar con la intención de desaparecer para siempre por haber dado a luz el hijo de un hombre tan despreciable e inmundo; llegó al sitio donde, en efecto, todavía se encuentran dos piedras que asemejaban la forma de seres humanos, en Pachacámac mar adentro.
Al momento mismo en que llegó allí, se transformó en piedra.
Como creía que Cahuillaca iba a verlo, que iba a mirarlo, Cuniraya Huiracocha la seguía a distancia gritándole y llamándola insistentemente.
En este punto, Cuniraya se encuentra con diversos animales, los cuales según la respuesta que le den, el dios los recompensaba o los maldecía.
Él les preguntó a todos ellos sobre el paradero de Cahuillaca.
Los animales que le indicaron el trayecto de la anhelada diosa y le alentaron fueron recompensados por Cuniraya. Entre ellos, están: el cóndor, el puma y el halcón.
Los animales que le respondieron negativamente y le desalentaron fueron maldecidos por Cuniraya. Entre ellos, están: el zorrillo, el zorro y el loro.
De esta forma, el dios llegó hasta la orilla del mar; desde allí, Cuniraya nadó hacia las islas Pachacámac. Cuando llegó, Cuniraya fue a parar a una parte de la isla donde se encontraban las hijas de Pachacámac; las cuales eran custodiadas por un Amaru.
Cuniraya quiso vengarse de Pachacámac; pues él pensaba que Pachacámac era el responsable de apartarlo de su amada Cahuillaca.
Poco antes, la diosa Urpayhuáchac había entrado en el mar para visitar a Cahuillaca.
Aprovechando la ausencia de la madre, Cuniraya violó a la hija mayor. Cuando quiso hacer lo mismo con la menor, esta se transformó en una paloma y alzó el vuelo. Es por esta razón que a la diosa la llamaron Urpayhuáchac (la que pare palomas).
En aquella época, los peces aun no existían en el mar. Solamente la diosa Urpayhuáchac los criaba en un pequeño estanque dentro de su hogar.
Al enterarse de que Urpayhuáchac había ido a visitar a Cahuillaca, Cuniraya, furioso, arrojó todos los peces al mar. De esta manera, los peces comenzaron a multiplicarse de a miles. Es por esta razón que el mar está lleno de peces.
Cuando sus hijas le contaron como Cuniraya las había violado, Urpayhuáchac, furiosa, lo persiguió.
Al ver que no podía alcanzar a Cuniraya, la diosa quiso engañarlo y aplastarlo con una enorme roca que ella misma hizo crecer. Sin embargo, el astuto Cuniraya salió ileso del engaño y logró escapar.

## Interpretación del mito

### Sobre Cuniraya Huiracocha
Algunos estudiosos sostienen la interpretación que establece al dios Cuniraya Huiracocha como la personificación del Sol y del día. 
Asimismo, esta interpretación considera que los movimientos del astro rey están personificados por Cuniraya en el mito; puesto que, al inicio de la historia, Cuniraya se muestra como un hombre de aspecto andrajoso pero poderoso (amanecer). 
Al ser identificado como el padre del hijo de Cahuillaca, el dios Cuniraya relució un bruñido traje de oro y, mientras perseguía a Cahuillaca, el dios se enderezó e iluminó al mundo (mediodía). El tránsito de la persecución es de este a oeste (evocando el trayecto diario del Sol). 
Una vez llega a la costa, al mar, no vence ni es vencido por Urpayhuáchac (anochecer). 
Al igual que el Sol, Cuniraya fertiliza, pero no de forma directa, sino de manera indirecta. Esto establece un nuevo presente asociado con la agricultura. El par complementario de esta divinidad de tiempos fuertes es Cahuillaca, que desde luego representa a la Pachamama (Tierra). El mito determina la profunda necesidad de que ella esté en la costa transformada en isla (representación metonímica de la Pachamama): es la deseada por el más poderoso, deseo que lo obliga a buscarla diariamente determinando el tránsito del Sol. Su calidad de divinidad está conectada con el agrocentrismo andino. 
El hecho de que tanto Cuniraya como Urpayhuáchac no fuesen vencidos el uno por el otro aluda, posiblemente, a la dualidad Yanantin. Esto es interpretado en como las fuerzas de ambas deidades no se imponen venciéndose entre sí; caso contrario implicaría una catástrofe cósmica.

### Sobre el origen de los peces
Posiblemente, la diosa Urpayhuáchac era adorada con otros nombres; de esta manera, se puede entender a esta deidad como una paloma, tal como indica su nombre, a la que le ofrendaban mullu, alimento marino para los dioses (especialmente los dioses vinculados al agua). Sin embargo, según María Rostworowski, su nombre siempre estuvo relacionado al mar. Esta autora señala que se puede dividir este conocimiento en dos etapas; una relacionada con los peces y las lagunas, cuando no se conocían las embarcaciones; y la segunda etapa referida a la multiplicación de los peces, cuando al parecer ya se utilizaba algún tipo de embarcación.

### Sobre la ausencia de Pachacámac
Respecto a la ausencia de Pachacámac, se puede entender al dios como polifacético; pues tiene múltiples atribuciones según el mito expuesto dentro de la percepción de cada Aillu.
Uno de esos atributos es su cualidad como dios que representa la noche. Esto implica la formación de un vínculo entre dos fuerzas cósmicas opuestas con Cuniraya, el cual representa el día. Esto se traduce con la aparición de Cuniraya (día) tras la desaparición de Pachacámac (noche) y viceversa, siendo el motivo principal del porque ambos dioses no logran encontrarse.
Este mismo vínculo sucede entre el dios Vichama (día) y el mismo Pachacámac (noche).